# Cid Chaves
Cid Rodrigues Chaves (Rio de Janeiro, 12 de julho de 1946) é um instrumentista, saxofonista, vocalista (primeira voz), compositor brasileiro, que trabalha principalmente com a banda Renato e Seus Blue Caps.
Cid Rodrigues Chaves nasceu no Rio de Janeiro, em 12 de julho de 1946. Saxofonista e Compositor, atualmente Cid é o vocalista da banda Renato e Seus Blue Caps. Está na banda desde os seus primórdios, tendo entrado em 1964. Durante certo tempo, através de seu escritório no Rio de Janeiro, Cid também exercia a função de empresário da banda, função esta atualmente exercida por Jorginho Maravilha. Cid iniciou sua carreira artística no começo dos anos 1960 atuando na banda The Silver Boys, do bairro carioca de Campo Grande ao lado dos primos Paulinho e Zezinho.
Em 1963, durante um show na cidade de Angra dos Reis no Rio de Janeiro, conheceu o baixista Paulo Cesar Barros que o convidou a ingressar no conjunto Renato e Seus Blue Caps e a partir de 1964 começou a integrar o conjunto, onde permanece até os dias de hoje.
O próprio Paulo César Barros conta como tudo aconteceu:

“Eu fui convidado pelo Gelson, que não fazia parte dos BCs nessa ocasião, para fazer um baile em Angra dos Reis em meados de 1963 e esse conjunto em questão foi formado às pressas, eu não conhecia ninguém a não ser o Gelson e o Cid era um dos saxofonistas dessa banda (eram 2 saxs) e ao conhecer o Cid fiz-lhe o convite para entrar no RSBC e ele aceitou de imediato. E assim foi, o coloquei na banda e até hoje faz parte de RSBC. Essa é a verdadeira história e contada por mim, o único responsável pelo entrada do Cid e ele continua na Banda ate os dias hoje. Ele participou ativamente de todo movimento da Jovem Guarda.”